# Karl Gossow
- Karl Gossow (* 16. Januar 1904 in Plumlov; † 13. Mai 1962) war ein deutscher Typograf.

## Leben und Wirken
Gossow absolvierte eine Schriftsetzerlehre in der Berliner Druckerei H. S. Hermann. Daneben besuchte er Abendkurse zu künstlerischen Themen. Anschließend besuchte er die Kunstgewerbeschule. Von 1925 bis 1930 arbeitete er im Verlag der Jugendinternationale in Berlin, der 1919 von der Kommunistischen Jugendinternationale (KJI) gegründet worden war. Bis zum Verbot 1933 gehörte er der Assoziation revolutionärer bildender Künstler an. Er wirkte einige Jahre als selbstständiger Gebrauchsgrafiker, ehe er als Soldat der Wehrmacht am Zweiten Weltkrieg teilnehmen musste. Das Adressbuch verzeichnete ihn 1943 als Gebrauchswerber in der Köpenicker Landstraße 101.
Nach dem Ende des NS-Staats nahm er diese freiberufliche Tätigkeit wieder auf. Danach war er kurz beim Karl Dietz Verlag Berlin angestellt. Im November 1947 wechselte er zum Aufbau-Verlag, dessen künstlerische Leiter er bis zu seinem Ableben war.
Seine Kunst bewegte sich „in den Bahnen klassischer Gestaltungsgesetze der Buchkunst“, war stets „kühl“ und zielführend und „mit genügend Spielraum für Eigenwilligkeit und dem fordernden Zuruf nach Parteilichkeit“. Seine „vollendete Gediegenheit“ nach streng axialem Prinzip prägte über seinen Tod hinaus noch lange die Typografie des Verlags.
Werner Klemke beklagte, dass der Typograf im fertigen Produkt selten erwähnt wird. So findet sich Gossows Name auch höchstens hinten im Impressum der Aufbau-Bücher: „Die Ausstattung besorgte Karl Gossow.“
1952 erweckte Gossow, der bereits im Komitee der Deutschen Buchausstellungen als Juror fungierte, zusammen mit Albert Kapr und Horst Erich Wolter den Wettbewerb „Die schönsten deutschen Bücher“ (1930–1932) zu neuem Leben. Unter dem Titel Schönste Bücher der DDR wurden daraufhin von 1952 bis 1989 herausragend gestaltete Bücher prämiert. Von ihm gestaltete Bücher wurden insgesamt 46-mal mit dem Prädikat „Schönstes Buch des Jahres“ ausgezeichnet. Zwei davon wurden 1964 auf der „Typo mundus 20“ in Toronto präsentiert. 1960 erhielt Karl Gossow, dem Detailkenntnis und Gründlichkeit nebst Gestaltungssinn für sozialistische Literatur zugeschrieben wurden, den Gutenberg-Preis der Stadt Leipzig.

## Buchgestaltungen von Gossow im internationalen Wettbewerb
- Christian Fürchtegott Gellert: Fabeln, Aufbau-Verlag, Berlin 1956. Mit Bildern von Elizabeth Shaw; typografisch gestaltet von Karl Gossow und Willi Fritsch.
- Giovanni Boccaccio: Dekameron, Aufbau-Verlag, Berlin 1958. Mit 100 Holzstichen versehen von Werner Klemke; typografisch gestaltet von Karl Gossow.

## Ausstellungen (mutmaßlich unvollständig)
- 1958 und 1962/1963: Dresden, Vierte und Fünfte Deutsche Kunstausstellung
- 1978/1979: Berlin, Altes Museum („Revolution und Realismus. Revolutionäre Kunst in Deutschland 1917 bis 1933“)
- postum 1985: Berlin, Otto-Nagel-Haus („Wählt links! Das politische Plakat in Deutschland 1918 – 1933“)